# Меденицыно
Меденицыно — деревня в Великоустюгском районе Вологодской области.
Входит в состав Самотовинского сельского поселения, с точки зрения административно-территориального деления — в Самотовинский сельсовет. Расположена к западу от автодороги А123.
Расстояние по автодороге до районного центра Великого Устюга — 5 км, до центра муниципального образования Новатора — 3 км. Ближайшие населённые пункты — Новатор, Сывороткино, Куликово, Ишутино, Грузнищево.
По переписи 2002 года население — 28 человек (13 мужчин, 15 женщин). Всё население — русские.